# 文化街道 (烟台市)
文化街道，是中华人民共和国山東省烟台市牟平区下辖的一个乡镇级行政单位。

## 行政区划
文化街道下辖以下地区：
文化里村、王贺庄村、顾家庄村、嵎峡河村、南沟村、王家窑村、阎家疃村、西关村、新华里村、西桂里村、桥子村、南店子村、顺正里村、方家庄村、祝家庄村、照格庄村、永安庄村、山西头村、金龙庄村、高格庄村、义和夼村、沁水庄村、正阳里村、新建里村、农商里村、庙沟村、南关村和沙家庄村。